# La Paz Fútbol Club
Maillots
Dernière mise à jour : 12 février 2012.
Le La Paz FC est un club bolivien de football basé à La Paz.

## Palmarès
- Championnat de Bolivie de deuxième division
  - Champion : 2003